# Mangrovebossen van Madagaskar
De mangrovebossen van Madagaskar liggen voornamelijk verspreid over de westkust van het eiland en vormen samen een van de zeven ecoregio's van Madagaskar. Deze mangrovebossen groeien over een totale lengte van ongeveer 1.000 kilometer langs de kusten en hebben gezamenlijk een geschatte oppervlakte van 3.270 vierkante kilometer, ongeveer 0,5 procent van de oppervlakte van het eiland en 2 procent van de totale oppervlakte van mangrovebossen op aarde. Op het land is de biodiversiteit van deze ecoregio niet groot, toch huisvest het een aantal boomsoorten die nergens anders op aarde voorkomen.

## Ligging en klimaat

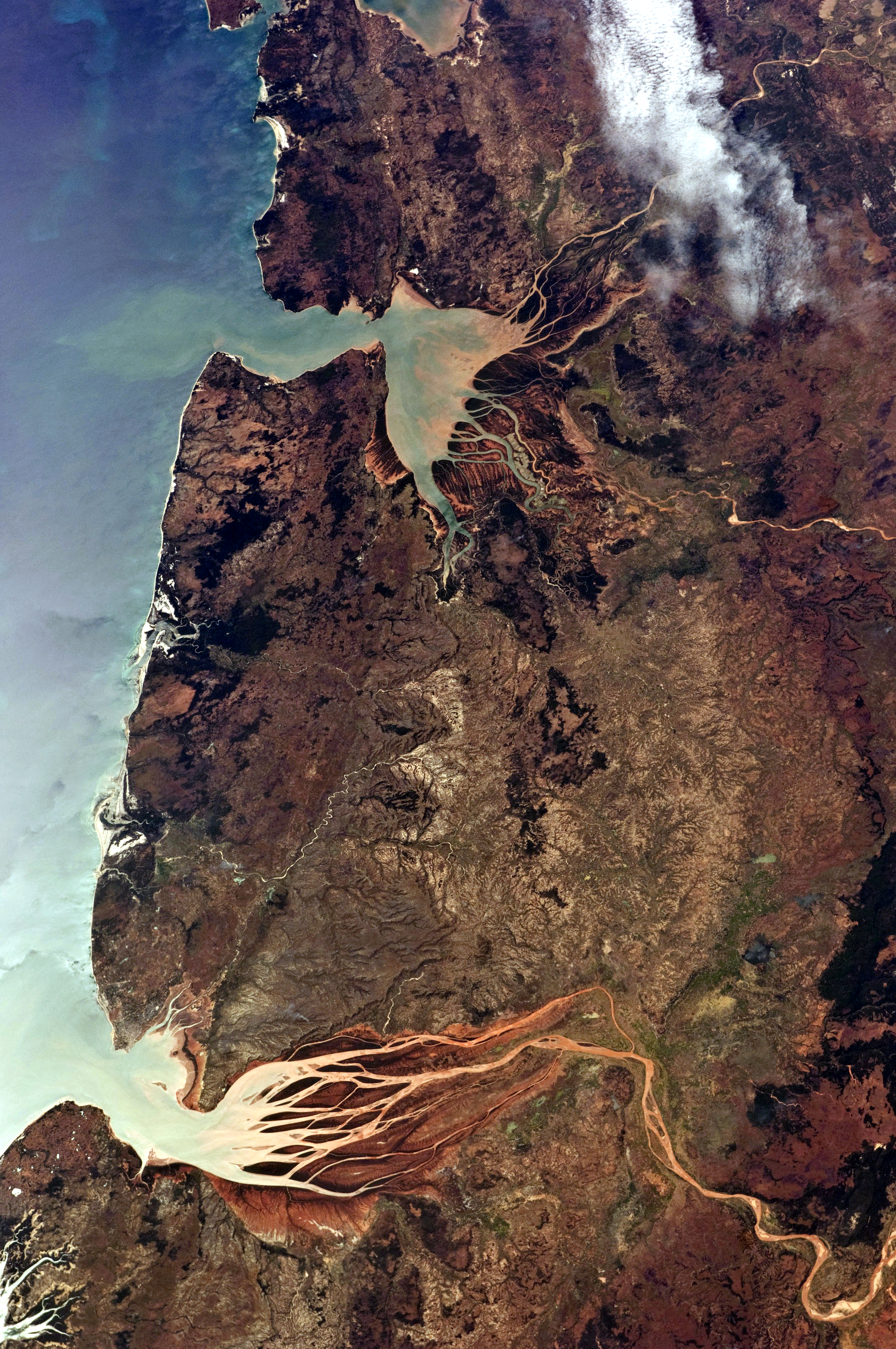
Satellietfoto met links de Bombetokabaai met de delta van de Betsiboka en rechts de baai van Mahajamba met de delta's van de Mahajamba en de Sofia

De mangroven op Madagaskar groeien voornamelijk aan de westelijke kust van Madagaskar. Het grootste mangrovebos bevindt zich in het zuidoosten, langs de delta van de Mangoky. Andere grote mangrovebossen bevinden zich langs de delta's van de Mahavavy en de Mahajamba, aan de Bombetokabaai en op het strand van Maintirano.
Tussen de Straat Mozambique en de centrale bergmassieven van Madagaskar is de kust beschermd tegen de moessonwinden. Een vlak achterland, een groot getijde van gemiddeld vier meter, een niet te sterke golfslag, aanvoer van vers water uit rivieren en warm zeewater zijn andere factoren voor een gunstig leefgebied voor mangroven. Madagaskars mangrovebossen liggen vaak in de buurt van koraalriffen en velden met zeegrassen in de zee. Deze vormen een barrière voor een te sterke golfslag, zodat de voor de mangroven belangrijke zoute slikgronden niet kunnen wegspoelen. Rivieren voeren sedimenten aan vol voedingsstoffen die belangrijk zijn voor de mangroven.
Aan de oostkust is er een sterke golfslag en een minder grote getijde (gemiddeld 0,75 meter), waardoor er aanzienlijk minder mangroven groeien. Het totale oppervlakte van de mangrovewouden wordt geschat op slechts 50 vierkante kilometer. In het zuiden van het eiland duurt het droge seizoen het langst, zodat de rivieren weinig sedimenten leveren. Ook hier komen daarom weinig mangroven voor.

## Flora

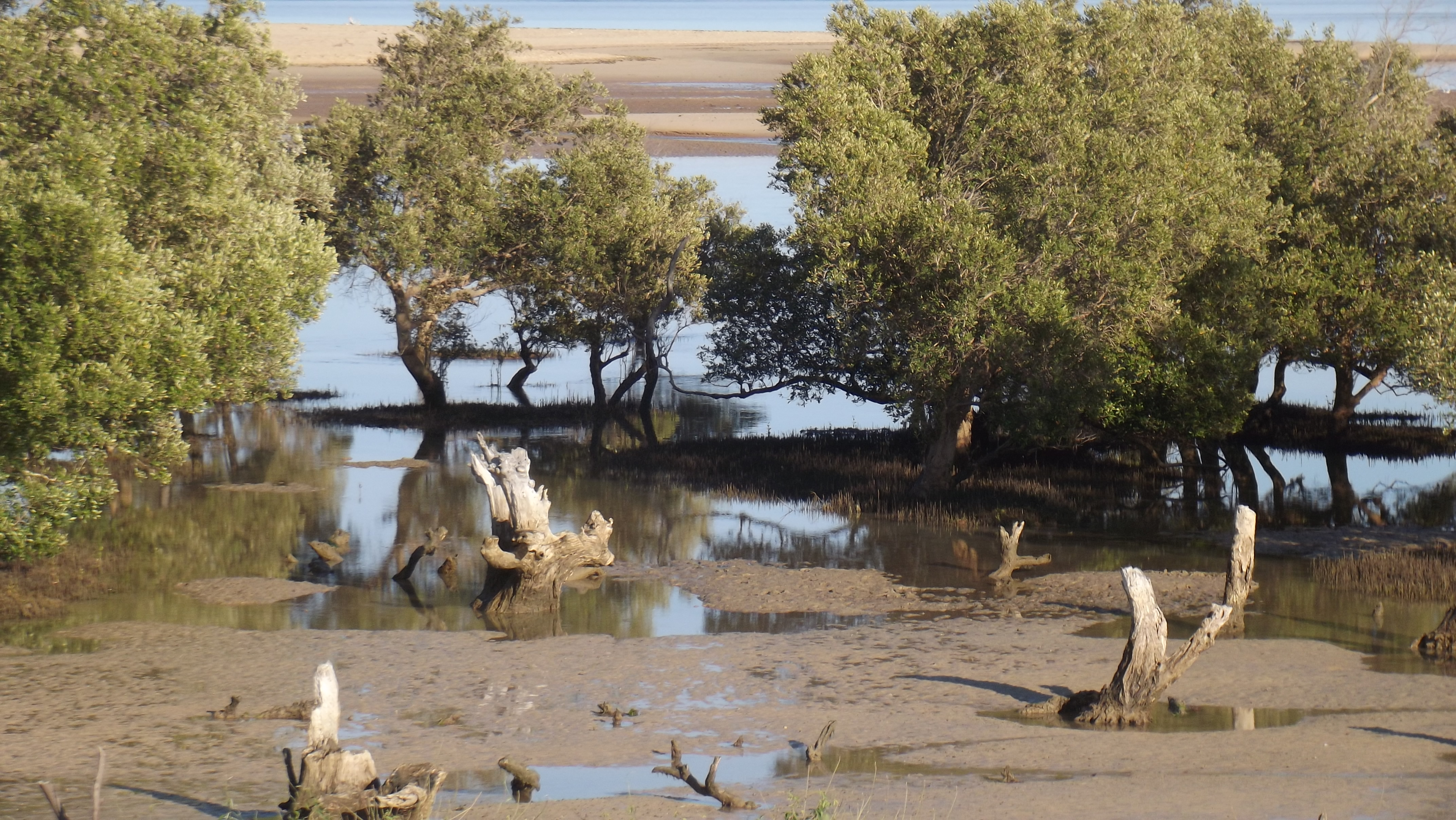
Mangroven tussen Ifaty en Belalanda

Alhoewel deze ecoregio weinig verschillende plantensoorten kent, vindt men hier veel soorten die endemisch voor de regio zijn. Op Madagaskar zijn er acht soorten mangroven beschreven:
- Familie: Avicenniaceae
  - Soort: Avicennia marina
- Familie: Combretaceae
  - Soort: Lumnitzera racemosa
- Familie: Malvaceae
  - Soort: Heritiera littoralis
- Familie: Meliaceae
  - Soort: Xylocarpus granatum
- Familie: Rhizophoraceae
  - Soort: Bruguiera gymnorhiza
  - Soort: Ceriops tagal
  - Soort: Rhizopora mucronata
- Familie: Sonneratiaceae
  - Soort: Sonneratia alba

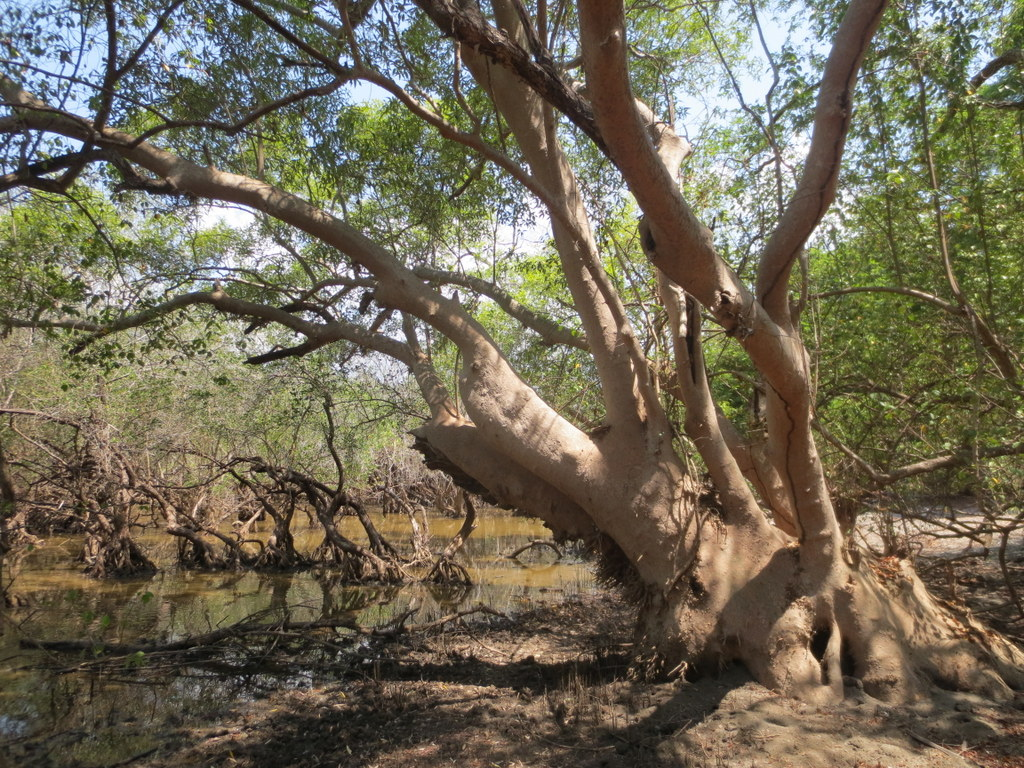
Avicennia marina
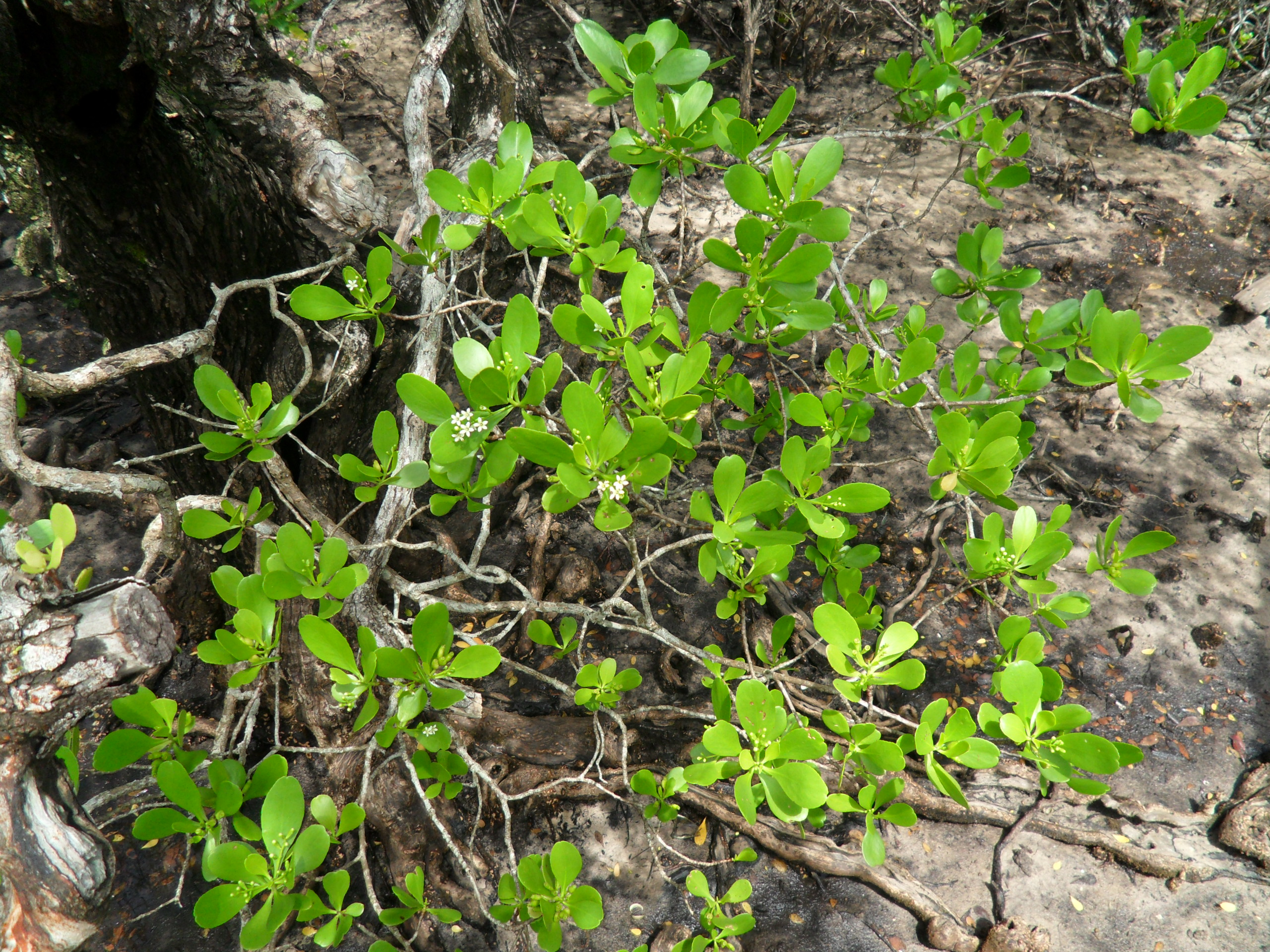
Lumnitzera racemosa
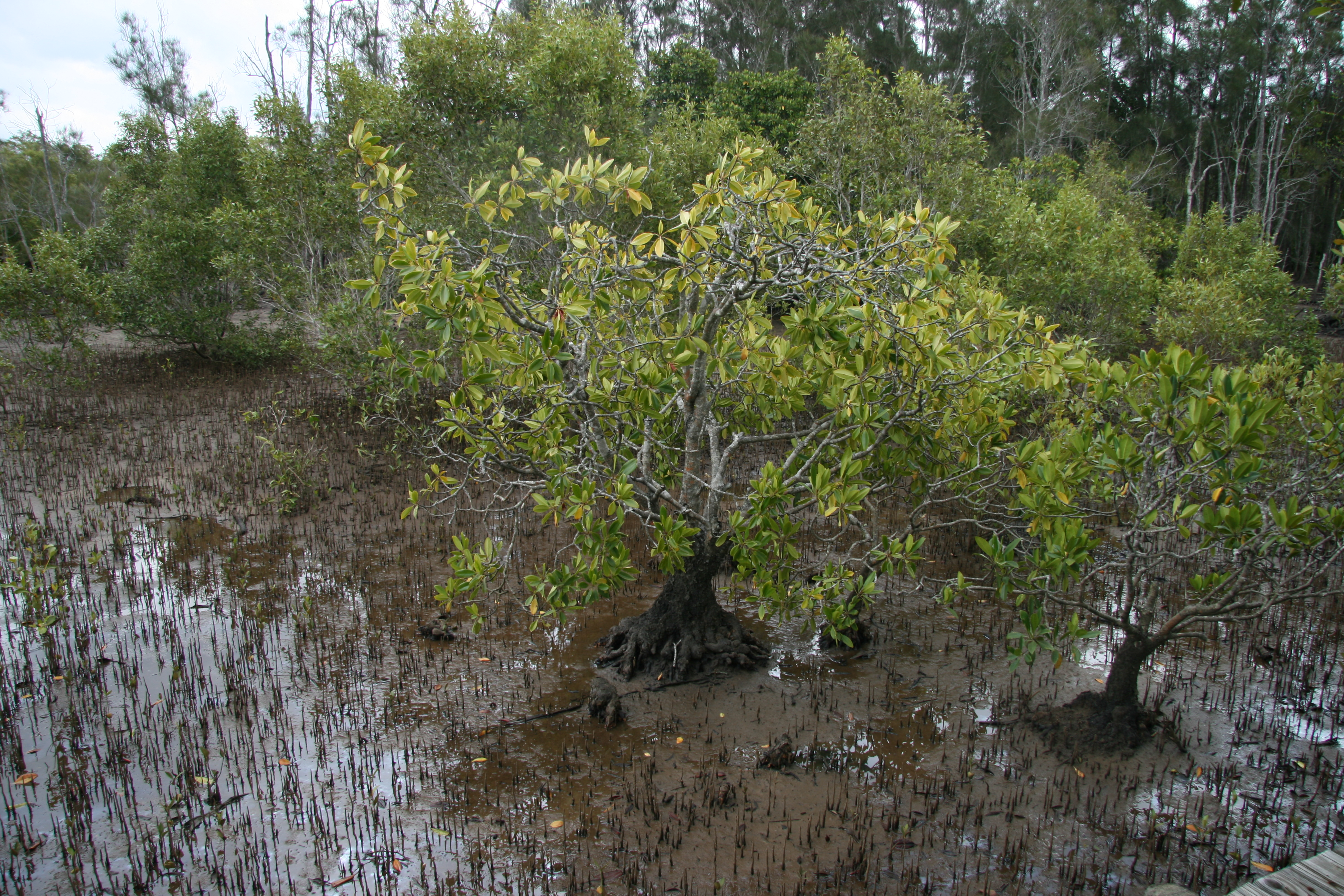
Bruguiera gymnorhiza

## Fauna
Vissen, vogels, zeeschildpadden en doejongs (Dugong dugong) maken het grootste deel van het dierlijk leven in de mangrovebossen en zijn kustwateren uit.
Veel van Madagaskars endemische vogelsoorten worden voornamelijk in deze bossen en de achterliggende moerassen aangetroffen, namelijk de madagaskarreiger (Ardea humbloti), de madagaskarplevier (Charadrius thoracicus), de madagaskartaling (Anas bernieri) en de madagaskarzeearend (Haliaeetus vociferoides). Gelegen aan de kust vormen de mangrovebossen ook een rustgebied voor migrerende vogelsoorten, zoals de bontbekplevier, de krabplevier, de Afrikaanse lepelaar en de grote zilverreiger.
Soepschildpadden (Chelonia mydas) en karetschildpadden (Eretmochelys imbricata) leggen hun eieren langs Madagaskars westkust en verschuilen zich vaak in de mangroven. De vissen hebben de grootste biodiversiteit van de fauna in de ecoregio, tussen de wortels van de mangroven leven onder andere halfsnavelbekken (Hemiramphidae), horsmakrelen (Carangidae), tienponders (Elopidae) en zaag- of zeebaarzen (Serranidae).
Tussen de wortels van de mangroven komen een groot aantal schaaldieren en weekdieren voor, die leven van de voedingsstoffen uit het rivierwater. Zij vervullen een grote rol in de bescherming van de koraalriffen en de zeegrassen, aangezien veel van deze voedingsstoffen, zoals algen, een bedreiging voor hen vormen.

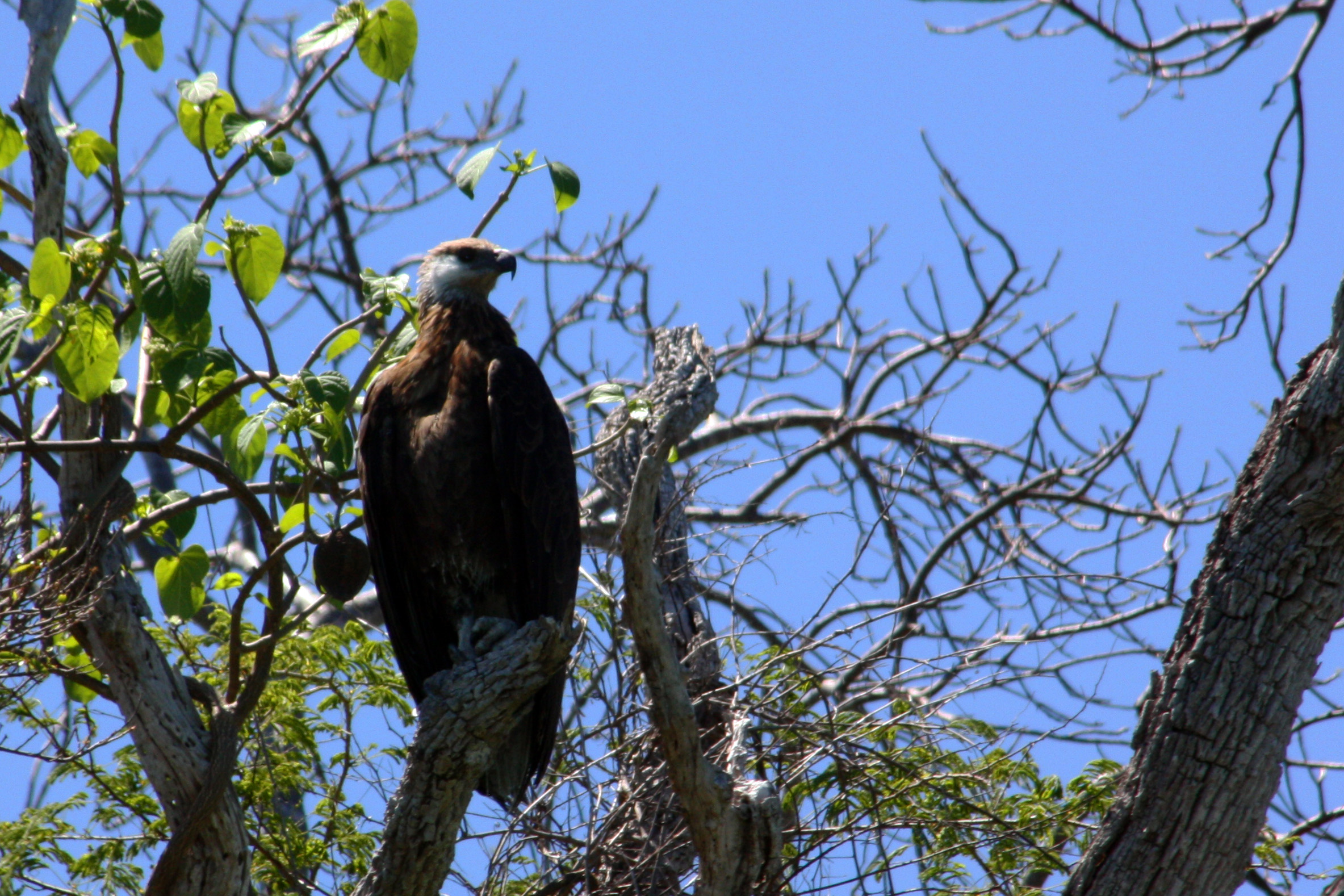
Madagaskarzeearend (Haliaeetus vociferoides)
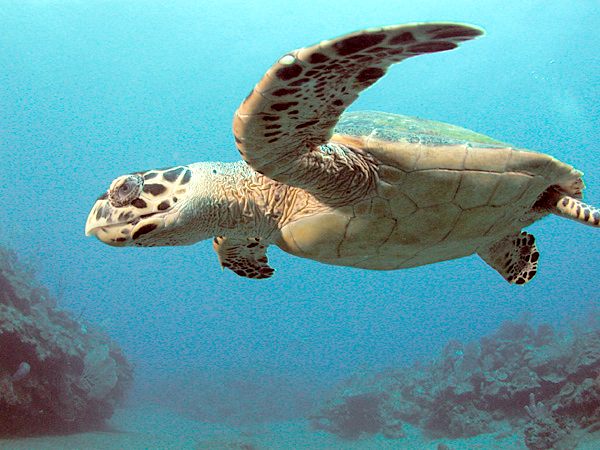
Karetschildpad (Eretmochelys imbricata)
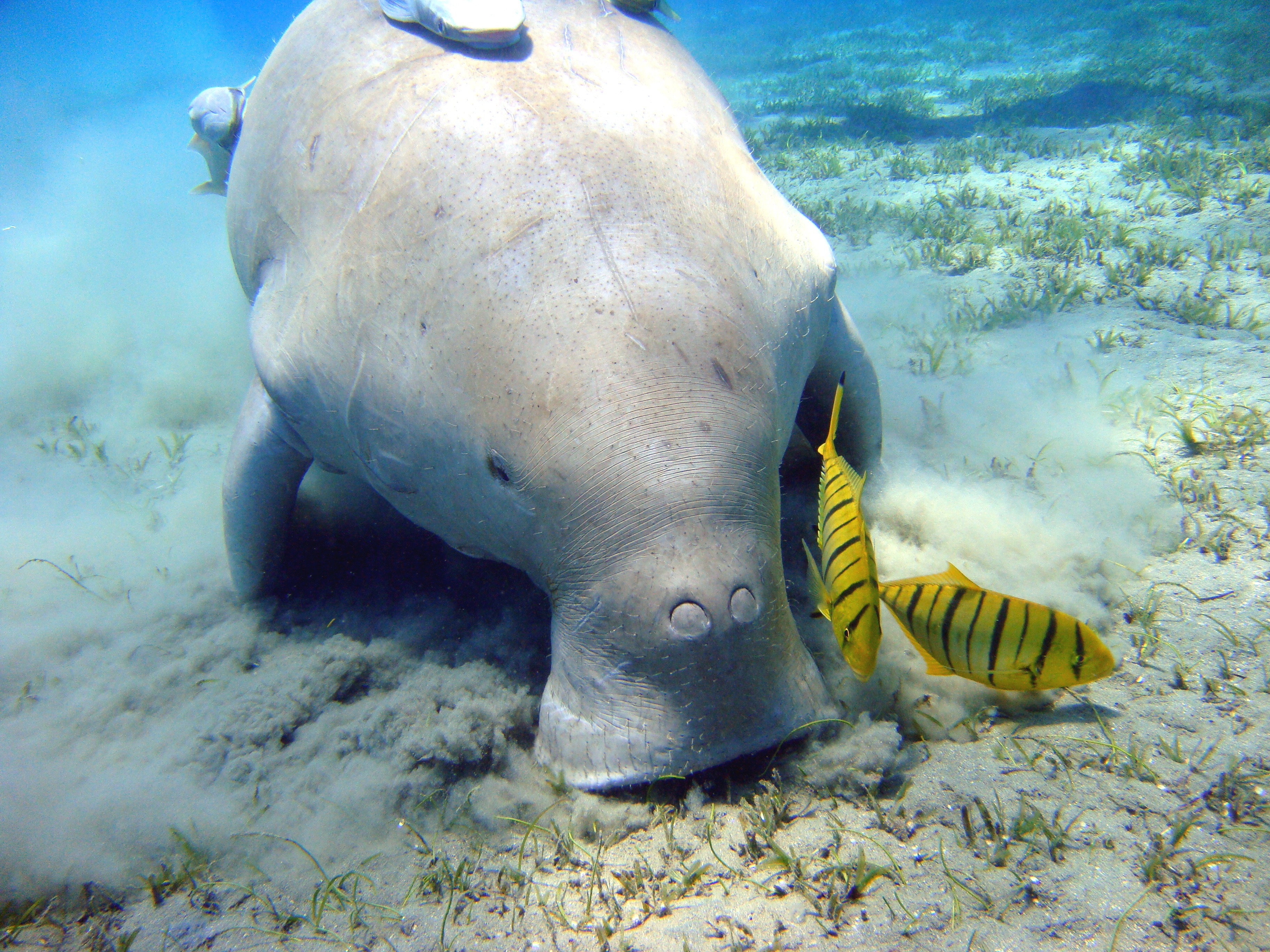
Doejong (Dugong dugong)
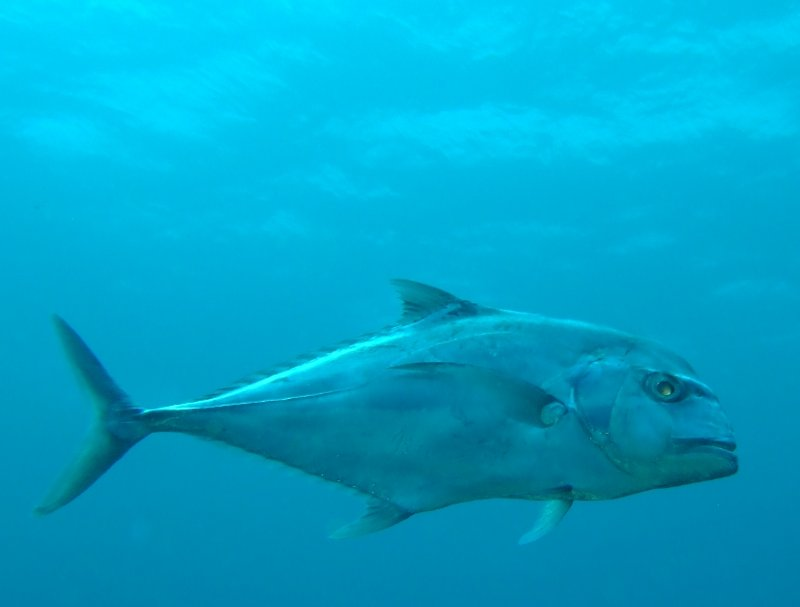
Afrikaanse pompano (Alectis ciliaris)

## Bevolking

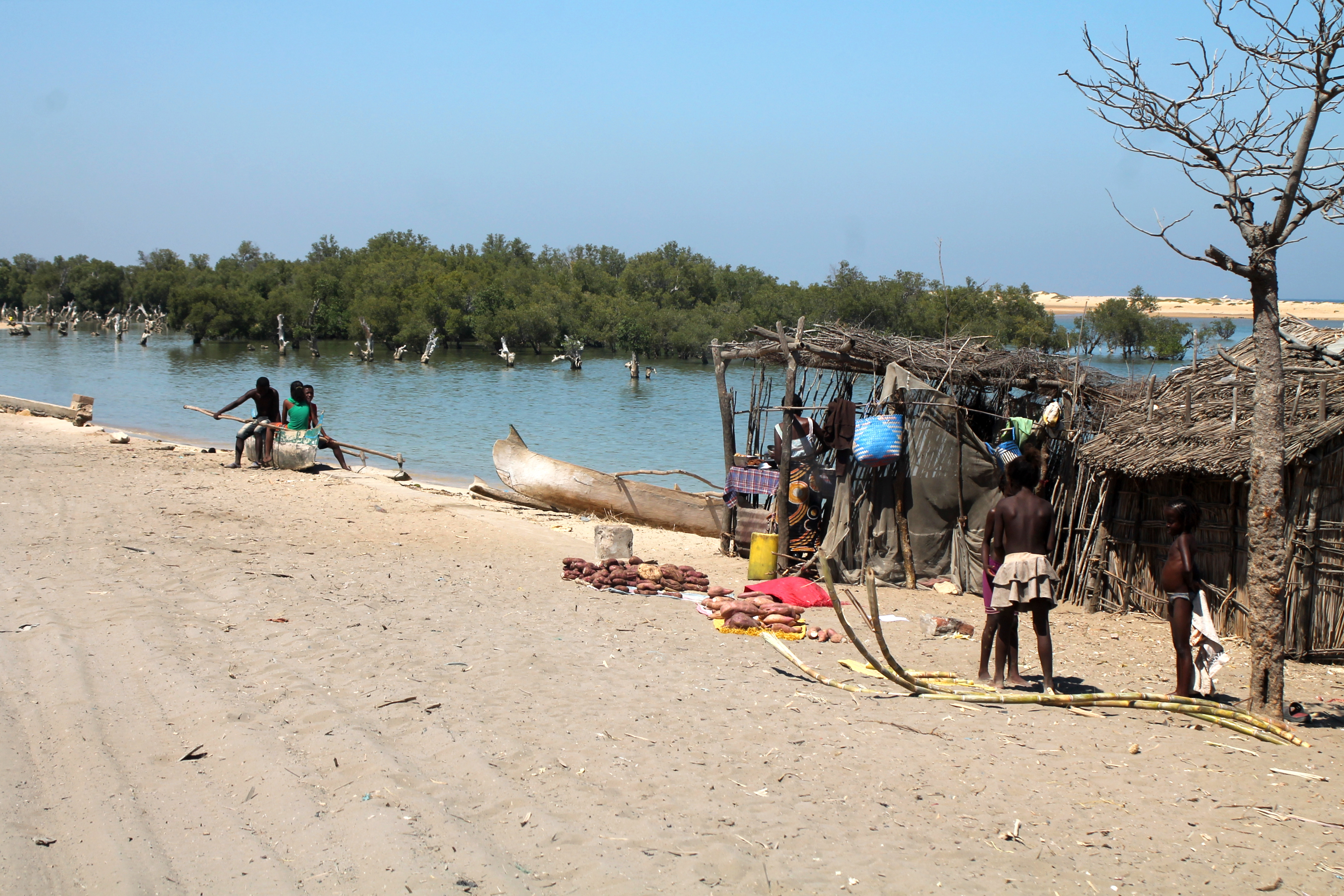
Vezo-woningen bij de mangroven in Ifaty

De mangrovebossen spelen een grote rol in het leven van de inheemse bevolking. In de bossen leven garnalen en vis die een groot deel uitmaken van hun dagelijks voedsel. Het grootste deel van de Malagassiërs zijn Sakalava en Vezo, een subclan van de Sakalava. Het leven van de Vezo wordt beheerst door de visvangst en zij hebben zo een grote kennis verworven van de ecosystemen van mangrovebossen.

## Bedreiging en conservering
Madagaskars mangroven worden bedreigd door de bouw van steden en dorpen, door overbevissing en door excessieve garnalenvangst. Erosie wordt veroorzaakt door het verdwijnen van bossen in de hooglanden door illegale houtkap en brandlandbouw. Sommige mangrovebossen hebben plaats moeten maken voor rijstplantages of zoutwinningsgebieden. De houtkap is een minder grote bedreiging dankzij achterliggende bossen met beter bouwhout. Sommige mangrovebossen bevinden zich in het biosfeerreservaat Mananara Nord, een marien reservaat dat ook koraalriffen beschermd.

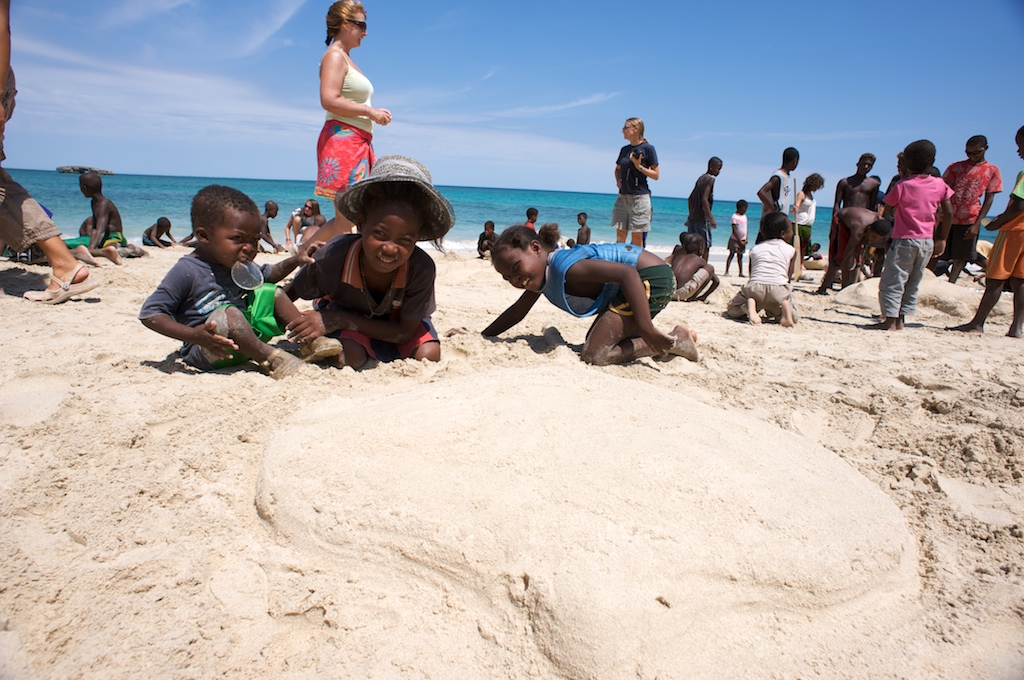
Vezo-kinderen krijgen inlichting over natuurbehoud in Andavadoaka.

De Vezo migreren al eeuwenlang langs de westkust van Madagaskar om verzekerd te zijn van de beste visgronden. Dankzij deze migratie was overbevissing in het verleden nooit een werkelijk probleem, maar sinds de klimaatverandering, groei van de bevolking in Madagaskar, toerisme en andere zaken is de visstand rond Madagaskar sterk achteruit gegaan. Om overbevissing tegen te gaan heeft de International Union for Conservation of Nature and Natural Resources (IUCN) daarom initiatieven genomen om de Vezo in te lichten hoe ze nog voorzichtiger te werk kunnen gaan bij de visvangst.
Aan de meest westelijke kust van Madagaskar ligt Velondriake, een groot gebied waar de Vezo in samenwerking met diverse milieuorganisaties het gebied zelf beheren en beschermen. De Vezo van Velondriake zetten zich in voor het behoud van hun leefomgeving en zoeken naar milieuvriendelijke visserijmethodes. In Ambondrolava, een dorpje tussen Toliara en Ifaty, bevindt zich het Mangrove Information Center, een informatie- en onderzoekscentrum van de Belgische non-profitorganisatie Honko Mangrove Conservation & Education. Dit centrum geeft informatie over mangroven aan toeristen en zet zich in om nabij gelegen mangrovebossen te beschermen. Ook leert het centrum de lokale bevolking hoe zij kunnen bijdragen aan de bescherming.